# Steamboat Bill Jr.
Steamboat Bill Jr. (1928) (emesa en català amb el títol L'heroi del riu) és un largmetratge de Buster Keaton. Llançada per United Artists, la pel·lícula és l'últim producte de l'equip de producció independent de Keaton i el conjunt d'escriptors de gags. No va ser un èxit de taquilla. Després Keaton se n'anà a la MGM. El director va ser Charles Reisner. L'any 2016 el National Film Registry de la Biblioteca del Congrés dels Estats Units la va seleccionar per a la seva preservació degut al seu interès cultural, històric o estètic.

## Argument
La història tracta d'un jove sortit de la universitat que va a trobar el seu pare, que no l'ha vist des que era un nen. El pare és el capità i propietari d'un vaixell de vapor del Mississipi. El noi tracta de seguir els passos del seu pare, però s'enamora de la filla de John James King (Tom McGuire), que és rival de negocis del seu pare. El seu aspecte nyicris i la seva poca adaptació a un entorn dur el fan ser menystingut per tothom, fins i tot pel seu pare. Però quan als problemes del pare es suma l'arribada d'un cicló, acaba sent qui ho soluciona tot.

## Repartiment
- Buster Keaton: William Canfield, Jr.
- Ernest Torrence: William "Steamboat Bill" Canfield, Sr.
- Marion Byron: Kitty King
- Tom McGuire: John James King
- Tom Lewis: Tom Carter
- James T. Mack: el ministre (no surt als crèdits)[4]